# Szatania Turnia
Szatania Turnia (2390 m) – wzniesienie w Grani Baszt, w słowackich Tatrach Wysokich. Grań ta oddziela Dolinę Młynicką (po zachodniej stronie) od Doliny Mięguszowieckiej (po wschodniej stronie). Szatania Turnia znajduje się w południowo-wschodniej grani Szatana, pomiędzy Szatanimi Wrótkami (2383 m) a Niżnimi Szatanimi Wrótkami (2364 m). Od zachodniej strony jest ledwo rozróżnialna, ku wschodniej natomiast opada z niej żebro o różnicy wysokości około 650 m zakończone u dołu ścianą czołową. Prowadzi nim droga wspinaczkowa Lewym żebrem wschodniej ściany (IV w skali tatrzańskiej, czas przejścia 8 godz.).
W Grani Baszt liczne obiekty mają szatańskie, czarcie, diabelskie lub piekielne nazewnictwo. Związane są z powtarzającym się zjawiskiem spadania kamieni, które przypisywano diabłom zrzucającym głazy na poszukiwaczy diabelskich skarbów. 